# Pomboa
Pomboa is een geslacht van spinnen uit de familie trilspinnen (Pholcidae).

## Soorten
Het geslacht kent de volgende soorten:
- Pomboa cali Huber, 2000
- Pomboa pallida Huber, 2000
- Pomboa quindio Huber, 2000